# 朱敏䨟
永和王朱敏䨟（16世纪—1626年），号敬一，明朝永和恭懿王朱慎鐳庶次子，后袭爵。
万历二十六年（1598年），恭懿王薨。十一月，诏朱敏䨟管理府事。二十七年（1599年）十月，山西饥荒，瀋王朱珵堯、晋王朱敏淳、辅国中尉朱充营、庆成王朱慎钟、永和王长子朱敏䨟、阳曲王府辅国中尉朱新堤等分别捐金助赈，抚按上报，明神宗嘉奖，各赐敕给匾。二十九年（1601年），朱敏䨟袭封为永和王。
万历三十三年（1605年）四月，命右通政陈子贞、太常寺少卿张问达、朱敬循、太仆寺少卿许乐善、光禄寺少卿钱士完、编修郭淐、简讨蒋孟育、孙如游、吏科右给事中陈治则、礼科右给事中吴文灿、尚宝司丞彭遵古、礼部主事冯烶各充正使，中书庄元臣、许志吉、行人冯从龙、李嵩、潘珙、陈名岳、张孔教、谭炜、姜学文、宋时魁、周铉、丘懋炜各充副使，选和氏为永和王妃。
朱敏䨟建立诗会，每月有课程。
万历三十九年（1611年）四月，因巡抚魏养蒙所请，旌表朱敏䨟等输粟助赈的山西宗藩。
天启五年（1625年）三月，明熹宗下诏革除庆成、永和王府典膳一人。
天启六年（1626年），朱敏䨟薨。史书没有记载他是否有谥号。不迟于六月，庶长子朱求柱即袭封。